# Lasioglossum toxopei
Lasioglossum toxopei là một loài Hymenoptera trong họ Halictidae. Loài này được Alfken mô tả khoa học năm 1926.